# Ramón Elías
Ramón Elías Fernández (Asunción, 10 de noviembre de 1929-General Delgado, 28 de febrero de 1981) fue un artista e investigador paraguayo, especializado en mitología guaraní.

## Biografía
Ramón Elías, nació en Asunción el 10 de noviembre de 1929. Hijo de José Elías, de origen árabe y de  Francisca Fernández, de nacionalidad paraguaya. Realizó sus estudios primarios en Concepción. Completó sus estudios secundarios en la capital, Asunción.
Desde pequeño, demostró especial interés por los deportes, en especial el basquetbol, siendo un gran propulsor de esta modalidad deportiva en Capiatá, cuyo seleccionado lo tuvo como protagonista en varios encuentros deportivos.
Contrajo nupcias el 25 de septiembre de 1954 con Elsa Águeda, hija de Salvador Céspedes Valdéz y Petrona Gamarra Gaona. Tuvieron seis hijos: Felipe, Melva, Oscar Ramón, Elva Mercedes, Felipe Segundo y Elsa Concepción.

### Trayectoria
Ramón Elías demostró especial inclinación hacia la pintura, dedicándose a ella con mucho fervor y demostrando una gran capacidad que le valió una beca para estudiar arte en la de Bellas Artes de Asunción.
Más tarde se dedicó a la restauración de obras antiguas, haciendo de la investigación y la recopilación de estas obras, una de sus principales actividades. Se notaba en sus trabajos una natural habilidad, destreza y amor hacia esa labor.
Fue profesor de dibujo y arte geométrico en el Colegio Nacional de Capiatá desde el año 1967 hasta el 1972. Durante este periodo creó el escudo de la Municipalidad de Capiatá.
Experimentando diferentes técnicas y combinaciones de materiales, Ramón Elías se dedicó varios años a la creación de máscaras indígenas, que por su belleza y misterioso encanto, eran admiradas por turistas que visitaban el Paraguay. Sus máscaras fueron expuestas en la Dirección de Turismo de su país en mayo de 1966. Más tarde, fueron exhibidas en Buenos Aires, Argentina, en una muestra llevada a cabo en la Casa Paraguaya.
Su curiosidad y espíritu investigador, lo llevaron a recorrer el interior del país en la búsqueda de antigüedades que adquiría y restauraba para comercializarlas posteriormente. En ese trajín, Elías estableció contacto con personas ancianas, poseedoras de memorias históricas y en conocimiento de un mundo ancestral poblado de mágicos personajes.
Fue entonces que se sumergió en el mundo misterioso de los mitos y se dedicó de lleno a interpretarlos y darle vida a través de la creación de fantásticas esculturas, combinando innumerables materiales. Don Ramón Elías es considerado el creador de las imágenes de los mitos paraguayos, que anteriormente existían sólo en la literatura popular.

### Últimos años
Durante veinte años, Elías trabajó con mucha dedicación a la difusión de la cultura a través de la restauración de objetos y la creación de las figuras de la mitología.
El 28 de febrero de 1981 se encontraba viajando con su esposa hacia Encarnación, con el objeto de presentar sus fantásticas imágenes mitológicas, esculpidas en gran tamaño. Esto sería en el marco de los Corsos de las Fiestas del Carnaval.
Un trágico accidente automovilístico cegó tempranamente su vida en la Ruta I Mariscal Francisco Solano López, a la altura de la localidad de San Luis.
En ese lugar, como lo establece la tradición paraguaya, se yergue hermosa y solemne una cruz de bronce, delimitada por gruesas cadena de hierro y anchas columnas. En ella se puede leer el siguiente texto: “Ramón Elías 1929 – 1981”.
Fue su esposa y compañera, Elsa de Elías, la que continuó con el proyecto soñado por Ramón: el Museo Mitológico, construido con sacrificio y años de dedicación. Este artista pudo disfrutar de su magistral creación por escaso tiempo: un año y unos cuantos meses.

## Museo mitológico

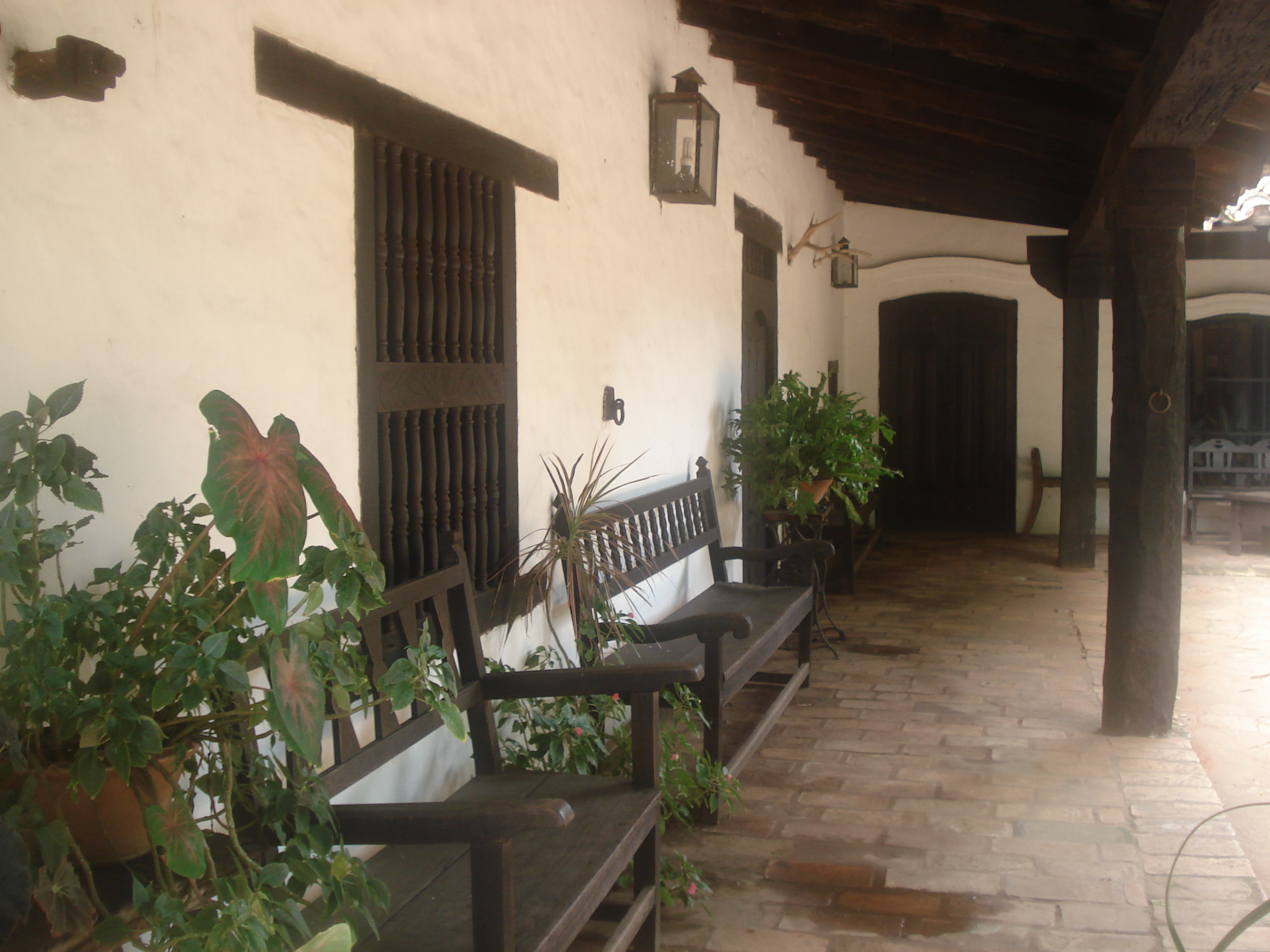
Pasillo lateral del Museo.

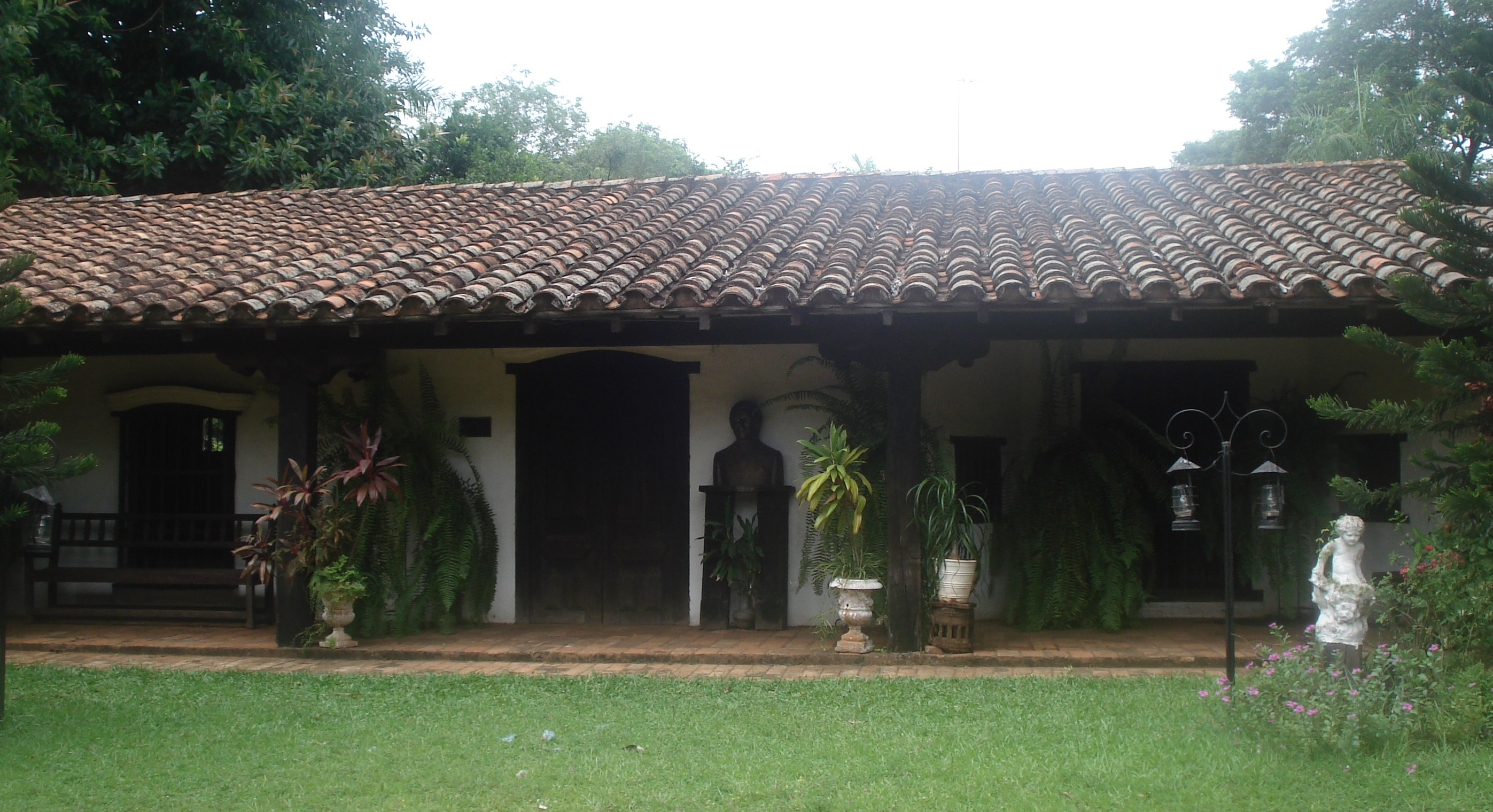
Fachada frontal.

El Museo Mitológico Ramón Elías está ubicado en la ciudad de Capiatá, a 19 km de Asunción, sobre la Ruta Mariscal Estigarribia. Este museo, al tiempo de evocar la memoria histórica de los antepasados del Paraguay, es un llamado a mantener vigente en la cultura del pueblo, la mágica presencia de los mitos que forman parte del acervo cultural de este país.
Era evidente el interés y la pasión que demostraba Elías por las fantásticas figuras de la mitología paraguaya. Dedicaba sus días a la investigación y recolección de todo lo relacionado con objetos antiguos y sus respectivas historias. Así logró recopilar piezas de gran valor histórico y cultural del Paraguay. En su recorrido, visitaba antiguas casonas, galpones abandonados y colmados de objetos repletos de historias que contar.
Fue así que este gran artista tuvo la visión de crear un espacio para alojar a todos estos objetos de origen guaranístico, franciscano, jesuítico y aquellos coloniales que fueron testigos de las cuantas guerras internacionales que afrontó el Paraguay.
Construyó el museo con antiguos tejuelones, pesados maderamenes y aberturas que sobrevivieron el paso del tiempo. Él mismo fue el diseñador y director de la construcción y ambientación del museo, alojando en él a sus fantásticas creaciones mitológicas, en perfecta armonía con los objetos y muebles antiguos.
El Museo Mitológico Ramón Elías abrió sus puertas al público en el año 1979.

### Estructura física

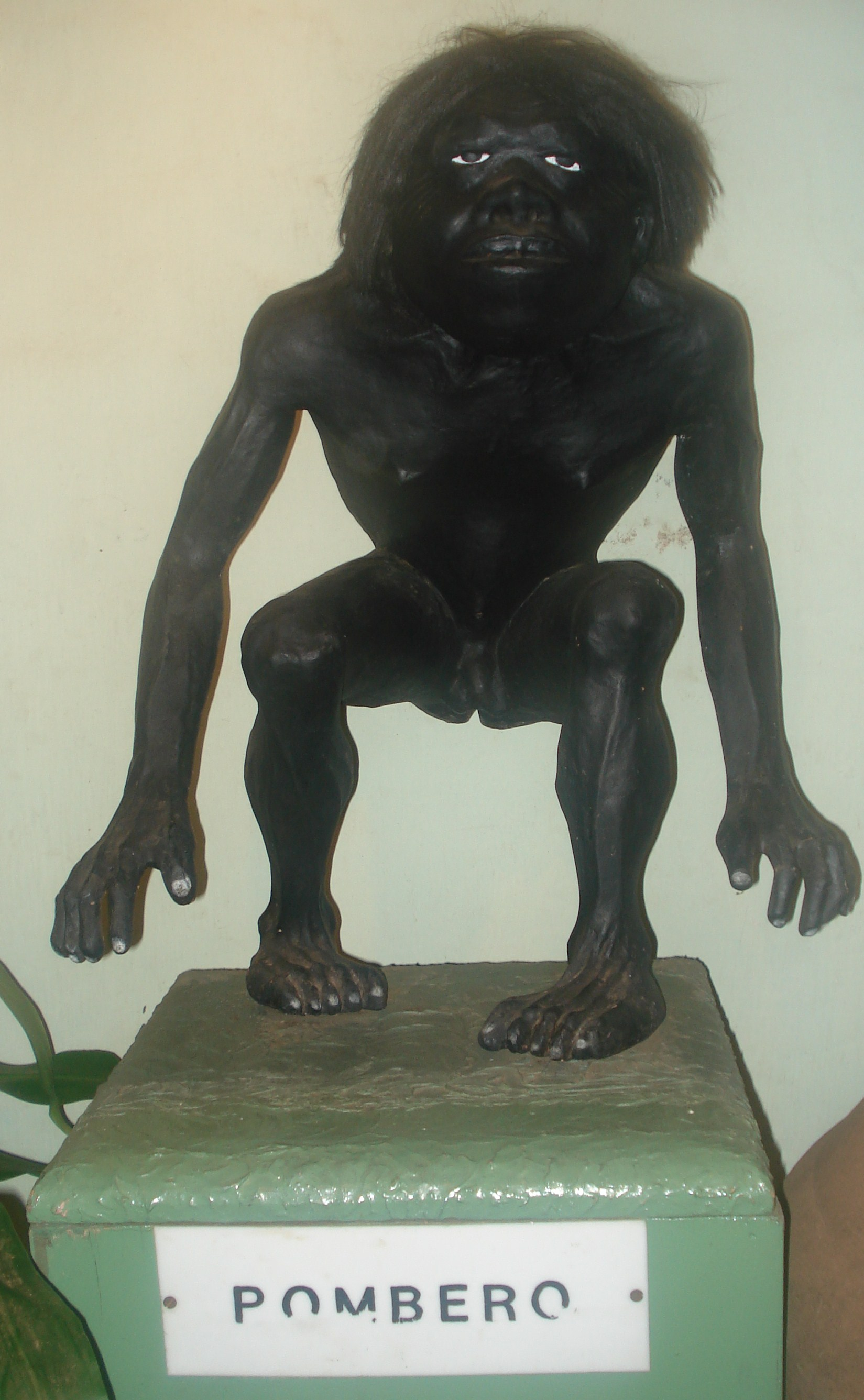
Pombero.

A escasos metros del asfalto que conforma la Ruta Mariscal José Félix Estigarribia, se yerguen pesados portones que enmarcan al Museo, rodeado de amplios y antiguos corredores y un verde y poblado jardín. Antiguas cerámicas cubren los corredores y unas bisagras de madera con las puertas que presentan tallados indígenas, adornan el acceso principal.
Ingresar a este lugar es establecer un contacto con el misterio que ocultan los objetos del pasado. La iluminación, las gruesas paredes y los pisos ancestrales dan el marco ideal para admirar las bellas piezas antiguas y los mágicos “Monstruos” representados.
El museo cuenta con tres amplias salas: una dedicada a los seres de la mitología paraguaya, otra que expone objetos y muebles litúrgicos pertenecientes a los primeros franciscanos y jesuitas que realizaron en el Paraguay su labor evangelizadora, allí se encuentran figuras de santos talladas en madera, altares, sillones e instrumentos antiguos.
Otra sala presenta la recopilación de Ramón Elías, de fotografías y objetos bélicos utilizados en las guerras internacionales por las que pasó el Paraguay: la Guerra contra la Triple Alianza y la Guerra del Chaco.

### Mitología Guaraní
Todos los seres mitológicos de la cultura popular paraguaya se hallan representados en el Museo. Cada uno con su historia, mezcla de fantasía y creencia del pueblo. Explicación de aquellos misterios que la mente no puede resolver y que la memoria colectiva ha convertido en fantástica literatura.
Unas urnas guaraníticas sirven de marco para la presentación de las prominentes figuras de la mitología Guaraní. A los costados, se yerguen las figuras de Tau y Keraná, Ao Ao, Jasy Jateré, Pombero, Kuarahy Ra’y, Paje, Malavisión, Luisón, Mbói Jagua, Jaguaru, Kurupí, Moñái, Mbói Tu'i, Teju Jagua y Plata yvyguy, avivados por el espíritu de quienes creyeron en ellos con profunda convicción.
El Museo Mitológico Ramón Elías cumple un papel de fundamental importancia en la trasmisión de la cultura y la identidad guaraní de los paraguayos. Elías ha plasmado en su obra el retrato del tiempo y de los personajes y objetos que fueron protagonistas de la historia de la zona guaranítica y que folklóricamente es asociado a Paraguay. Él supo revalorizar la visión indígena en figuras que nos cuentan del pasado y que se mantienen vivas en la cultura popular, que marca la idiosincrasia de todo un pueblo.